# Théodore II (antipape)
Pour les articles homonymes, voir Théodore II.
Théodore II est un antipape en 687, en concurrence avec le pape Serge Ier.
Après la mort du pape Conon le 21 septembre 687, une faction élit l'archidiacre l'Pascal ; une autre l'archiprêtre Théodore. Les partisans de celui-ci se rendent maîtres de l'intérieur du palais du Latran ; leurs adversaires en occupent tout l'extérieur. Le tumulte croît et menace de devenir sanglant. Le clergé, les magistrats et le peuple fixent alors leur choix sur le prêtre Sergius, qu'ils conduisirent en triomphe au palais de Latran. Les portes s'ouvrent devant eux. Théodore reconnaît l'autorité du nouveau pontife, contrairement à Pascal qui est dégradé.

## Sources
- Histoire générale de l'Église depuis le commencement de l'ère chrétienne, par Joseph Épiphane Darras, librairie de Louis Vivès, 1861.